# 麻斜类茎吸虫
麻斜类茎吸虫（学名：Microphalloides maxiensis）为微茎科类茎属的动物。在中国大陆，分布于广东湛江市郊麻斜村等地，营寄生生活，宿主白胸翠鸟、蓝翡翠以及寄生在肠。该物种的模式产地在广东省湛江市郊麻斜村。